# Bay L'Argent
Bay L'Argent är en ort i Kanada.   Den ligger i provinsen Newfoundland och Labrador, i den östra delen av landet, 1 600 km öster om huvudstaden Ottawa. Bay L'Argent ligger 95 meter över havet och antalet invånare är 285.
Terrängen runt Bay L'Argent är kuperad åt nordost, men åt sydväst är den platt. Havet är nära Bay L'Argent åt nordväst. Trakten runt Bay L'Argent är nära nog obefolkad, med mindre än två invånare per kvadratkilometer.. Närmaste större samhälle är Terrenceville, 18,0 km nordost om Bay L'Argent. 